# Fuego Brujo
Fuego Brujo o Witchfire (Ananym Geraldyn) es un personaje ficticio que aparece en los cómics estadounidenses publicados por Marvel Comics. El personaje es representado como una antigua superheroína, ahora supervillana y maga. Ella era un antiguo miembro de Gamma Flight y finalmente fue reclutada en Beta Flight. Ella es la hija del villano de los X-Men, Belasco.

## Biografía ficticia del personaje
Ananym Geraldyn es la hija de Belasco, un hechicero que en el pasado gobernó la dimensión del Limbo; sin embargo, ella no tiene recuerdos de su vida anterior, ni de su aparente pasado demoníaco.
Cuando Alpha Flight desapareció de la Tierra, el gobierno canadiense reclutó a Fuego Brujo junto con  Némesis, Chico Salvaje, Áurico y  Plata para formar Gamma Flight. Tras el regreso de Alpha Flight, Gamma Flight recibió la orden de detenerlos, pero ambos equipos se unieron para derrotar a Llan el Hechicero. Gamma Flight más tarde se disolvió fusionándose con un Departamento H revivido y con Alpha Flight.
Fuego Brujo fue asignada a programas de prácticas del Departamento H, Beta Flight y para un nuevo equipo de soporte de Gamma Flight específicamente para fines sobrenaturales. Después de ser atrapada en el reino de la Reina de los Sueños, regresó y fue clave en la derrota del Maestro de Omega Flight. Ella asumió el liderazgo de Beta Flight, pero cuando  Maniquí fue herida en la batalla, ella comenzó a ser más oscura y acabó abrasando la mente de Chacal, quien la había envenenado.
Cuando el grupo Zodiaco invadió la sede del Departamento H, golpearon salvajemente a Fuego Brujo. Sin embargo se recuperó y sus poderes aumentaron.

### Infierno X
Mientras en el Limbo, la recién resucitada  Illyana Rasputin ataca a otros demonios que buscan la Espada de Alma y el amuleto de las Piedras de Sangre originales. Esto no pasó desapercibido para  Mefisto, Blackheart, Satannish, Dormammu y  Hela. Fuego Brujo aparece durante la reunión, después de haber convocado a los demonios y revela que ahora es la actual propietaria del amuleto original y jura destruir a la Niña Oscura y tomar el lugar de su padre como gobernante del Limbo y su lugar en la mesa.
En el Limbo, Ananym descubre que Magik se ha ido y asume el control. Apuñala a S'ym en el pecho hiriéndolo de gravedad. Magik se teletransporta y lo encuentra encadenado al trono. Ella le pregunta qué es lo que pasó y le informa que la hija de Belasco ha tomado el control en su ausencia. Illyana se sorprende al oír que Belasco tiene una hija y Fuego Brujo sale de las sombras y la ataca.
Como Magik se enfrenta a la bruja, esta reclama todo loe que Belasco siempre poseyó incluyendo el alma de Illyana y después de una batalla rápida, esta es derrotada por Fuego Brujo que exige la segunda Piedra de Sangre del amuleto. La bruja apuñala a la niña en el pecho, hiriéndola y dejándola inconsciente. La hija de Belasco toma la Piedra de Sangre de Hada y lo añade al amuleto original, dándole cuatro piedras de sangre y una apariencia más demoníaca.
Cuando Hada se teletransporta al castillo, se dirige a la sala del trono donde encuentra a Magik atada con cadenas. Ananym agarra a Megan por el cuello, le obliga a convertirse en su nueva aprendiz y comienza a forjar una nueva Piedra de Sangre del alma de Hada.
Al escuchar los gritos desde el castillo,  Rondador Nocturno teletransporta a los X-Men a la sala del trono. Una vez allí, Fuego Brujo vuelve a Coloso y  Lobezno contra Mercurio y  Alud. Rondador ve a Illyana encadenada a una columna y ella le pide que la apuñale con La Daga de Alma de Hada, ya que es la única salida y que sólo él puede hacerlo porque está en sintonía con la magia. Se disculpa y la apuñala. En ese momento Coloso golpea a Kurt y la bruja termina haciendo la quinta y última Piedra de Sangre y de la ahora demoníaca Hada. Kurt se recupera a tiempo para quitarle la Daga y la Espada de Alma ade Illyana y utilizarlos para liberar a  Coloso y Lobezno de su hechizo. Megan luego los usa para liberar a Magik para que puedan enfrentarse a la bruja. Ella trata de matar a Illyana, pero es protegida por  Mercurio el tiempo suficiente para que la niña le arrebate las Piedras de Sangre y destruya el amuleto en el que se encuentran. Fuego Brujo será atrapada luego en la dimensión de los Dioses de Elder con cuatro de las Piedras de Sangre.

### Fear Itself: The Fearless
Fuego Brujo regresa brevemente en un cameo como una de los demonios invocados por Sin para luchar contra los héroes de la Tierra.

## Poderes y habilidades
Los sentidos innatos de Fuego Brujo le permiten detectar e identificar todas las formas de energía mística cercanas a ella. Normalmente, puede modular estos para detectar las fuerzas no místicas tales como emociones o energías vitales. Naturalmente sana un poco más rápido de lo normal.
También es experta en el uso de diversas magias más allá de sus propias habilidades innatas. Ha sido entrenada por su compatriota y compañero del equipo Alpha Flight,  Shaman, en la magia empática y también en la magia de dibujos en extradimensionales como Agamotto y Hezaba. Los hechizos de Fuego Brujo incluyen escudos contra el fuego, el daño físico y la magia, inductores del dolor y para acabar con el control mental. Tiene una afinidad natural para el control de las llamas, pero en general evita el uso de estos hechizos pues despiertan elementos incómodos de su pasado perdido. Cuando recuperó brevemente sus recuerdos completos se transformó en una forma demoníaca con cuernos con poderes incrementados y un mayor control sobre esos poderes. En esta forma, también manifiesta habilidades de teletransporte increíbles, transformación de la materia y apertura de puertas dimensionales. En forma normal tiene dos pequeños cuernos negros, pero en general, los oculta ya sea con su magia o con el uso de su pelo por encima de ellos.
Con la adquisición de las cuatro Piedras de Sangre, los cuernos de Fuego Brujo se hicieron más grandes. Cuando obtuvo la quinta, también le crecieron alas además de tener incrementados sus poderes.